# Джу Си
Джу Си (на китайски: 朱熹) е китайски философ от времето на династията Сун. Водеща фигура в Школата на принципа на епохата, той има решаващ принос във формирането на рационалистичната неоконфуцианска доктрина. Неговият принос към развитието на китайската философия е в придаването на особено значение на Четирите книги на конфуцианството - „Лун ю“, „Мън Дзъ“, „Да сюе“ и „Джун юн“ – и в синтезирането на основните конфуциански концепции.

## Биография
Джу Си е роден на 18 октомври 1130 година в областта Юси в провинция Фудзиен, която по това време е в границите на империята Сун. Семейството му произлиза от Уюен в Дзянси. Баща му, държавен чиновник, през 1140 година е уволнен, заради противопоставянето си на политиката на правителството за сключване на мир с джурджънската държава Дзин.
Джу Си получава образованието си у дома от своя баща, а след неговата смърт през 1143 година — от приятелите му Ху Сиен, Лю Дзъхуей и Лю Миенджъ. През 1148 година той издържа държавния изпит къдзюй и става пълноправен член на съсловието на мандарините. Първият му официален пост, който заема от 1153 до 1156 година, е на подокръжен регистратор в Тунан, провинция Фудзиен.
От 1153 година Джу Си започва да се обучава при Лу Тун, последовател на неоконфуцианската традиция на Чън Хао и Чън И, като официално става негов ученик през 1160 година. През 1179 година, след като не е заемал официален пост от 23 години, Джу е назначен за окръжен управител на Нанканския военен окръг в провинция Дзянси, където възобновява дейността на Академията от пещерата на белия елен, една от четирите големи школи на Китай. Три години по-късно е отстранен от този пост, след като обвинява влиятелни чиновници в некомпетентност и корупция. През следващите години Джу Си неколкократно е назначаван на различни длъжности и е отстраняван от тях. При последния такъв случай той е обвинен в множество престъпления и е подадено искане за неговото екзекутиране.
Джу Си умира на 23 април 1200 година. Въпреки че учението му е силно критикувано от влиятелни фигури в правителството, на погребението му отиват почти хиляда души.

## Наследство
Макар че когато умира, Джу Си е в немилост, след смъртта му властите променят отношението си към него. През 1208 година император Ниндзун го реабилитира напълно и му дава почетното посмъртно име Уън Гун (文公, „Почитаем кавалер на културата“, а около 1228 година император Лидзун му дава посмъртно благородническата титла „княз на Хуей“ (徽國公) - Хуейчоу е града в Дзянси, откъдето произлиза родът на Джу Си. През 1241 година посветена на Джу Си мемориална плоча е поставена в Храма на Конфуций, което го превръща в конфуциански светец.
През следващите десетилетия авторитетът на Джу Си нараства и от 1313 до 1905 година неговите коментари на Четирите книги са основата на изпитите за допускане до служба в държавната администрация на Китай. Възгледите му са определящи за повечето следващи неоконфуцианци, като Уан Фуджъ, макар че по-късно се появяват и алтернативни направления, като Уан Янмин и Школата на разума.
Философията на Джу Си надживява Движението за нова култура в началото на 20 век. През следващите години Фън Йоулан интерпретира неговите идеи за ли, ци и тай дзи в рамките на нова метафизическа теория.
Учението на Джу Си има силно влияние и в Япония, където е известно като Шушигаку (朱子学), както и в Корея, където го наричат Джуджахак (주자학).
Днес Джу Си е почитан като един от Дванадесетте философи (十二哲) на конфуцианството. В класация на списание Лайф той е определен като 45-ата най-влиятелна личност на хилядолетието.

## Философия

### Четирите книги
Първоначално учението на Джу Си е смятано за неортодоксално, тъй като за разлика от останалите неоконфуцианци от това време той се концентрира не върху „И Дзин“, а върху Четирите книги - „Да сюе“ (大學, „Велико учение“), „Джун юн“ (中庸, „Доктрина за средата“), „Лун ю“ (論語, „Аналекти“) и „Мън Дзъ“ (孟子) – които смята за подходяща основа за обучението на бъдещи държавни чиновници. Джу Си пише подробни коментари на Четирите книги, които не получават признание, докато той е жив, но по-късно се превръщат в основа на изпитите за постъпване в държавната администрация и изпълняват тази функция в продължение на шест века.

### Метафизика: ци, ли и тай дзи
Джу Си смята, че всички неща дължат съществуването си на обединението на две универсални страни на реалността: ци (жизнена или материална сила) и ли (рационален принцип или закон). Първоизточникът и общият сбор на ли нарича тай дзи (върховен предел). Джу Си смята, че ли е съществувала още преди Небето и Земята. Той не определя ясно източника на ци, поради което някои изследователи го смятат за метафизически монист, а други — за метафизически дуалист.
Според теорията на Джу Си всеки физически обект и всеки човек има свой ли, поради което неговото метафизическо ядро се намира в контакт с тай дзи. Това, което обикновено се нарича душа, разум или дух се приема за тай дзи, върховният съзидателен принцип, който се проявява в хората.
Ци и ли действат съвместно и за взаимнозависими, присъствайки като различни страни на всички същества във вселената. Тези две страни се проявяват във формирането на субстанциите. Когато активността им е нарастваща, възниква енергийното състояние ян, а когато е отслабваща - ин. Фазите ян и ин непрекъснато си взаимодействат, като периодично едната или другата взима надмощие. В процеса на нарастване и отслабване на активността, на редуването на фундаменталните състояния ин и ян, се проявяват петте елемента — огън, вода, дърво, метал и земя.

### Отношение към религията
Концепцията на Джу Си за ли и ци силно напомня будистките идеи за ли (принцип) и ши (неща), но Джу Си и неговите последователи отхвърлят предполагаемо будистко влияние в тази област, твърдейки че концепцията за ли и ци присъства дълго преди тях в конфуцианския текст „И Дзин“.
Джу Си коментира и въпроса за връзката между тай дзи и даоизма. Неговата представа за тай дзи е различна от даоистката концепция дао. Докато тай дзи е диференциращ принцип, в резултат на който възниква нещо ново, дао е неподвижен и стремящ се да редуцира всички неща до еднаквост и неразличимост. Според Джу Си съществува централна хармония, която не е статична или празна, а динамична и че самият тай дзи се намира в постоянна съзидателна активност.

### Епистемология
В епистемологията на Джу Си познанието и действието са неделими компоненти на истински разумната дейност. Макар че разграничава предимството на познанието, тъй като разумната дейност изисква предварително обмисляне, и важността на действието, тъй като то създава видим резултат, той казва:
Познанието и действието винаги се нуждаят едно от друго. Така както човек не може да ходи без крака, дори да има очи, и който не може да вижда без очи, дори да има крака. От гледна точка на реда, знанието е първо, а от гледна точка на важността, действието е по-важно.

### Етика
Джу Си определя по-ранния конфуциански философ Сюн Дзъ като еретик, тъй като се отклонява от идеята на Мън Дзъ за вродената доброта на хората. Дори ако те се държат неморално, върховният регулиращ принцип е добър, а причина за неморалните действия е ци. В метафизиката на Джу Си всичко е съставено от ли и ци, като ли е принципът, управляващ вселената. Всеки човек има идеален ли, поради което трябва да действа в пълно съгласие с морала. В същото време, макар ли да е определящата структура, ци също е част от обектите и може да засенчи идеалната морална природа на хората. Така целта на етичното възпитание е изчистването на ци — ако ци е чист и балансиран, човек би действал по напълно морален начин.